# Calliclava rhodina
Calliclava rhodina é uma espécie de gastrópode do gênero Calliclava, pertencente a família Drilliidae.